# Horst Kotsch
Horst Kotsch (* 21. Februar 1951 in Frauendorf bei Ortrand; † 3. Dezember 2020 in Senftenberg) war ein deutscher Fußballspieler und -trainer. Er spielte unter anderem für die ASG Vorwärts Cottbus in der zweitklassigen DDR-Liga.

## Karriere
Horst Kotsch erlernte das Fußballspielen bei der SG Frauendorf und bei der BSG Motor Lauchhammer-Ost und wechselte 1969 zur BSG Chemie Schwarzheide in die Bezirksliga Cottbus. Nach einem Jahr in Schwarzheide kam Kotsch zur ASG Vorwärts Cottbus, wo er zunächst allerdings noch nicht zum Einsatz kam. Ab der Saison 1971/72 stand Kotsch gelegentlich für die ASG Vorwärts Cottbus auf dem Platz. In der folgenden Saison gelangen ihm in 16 Spielen zwei Tore. Kurz nach Beginn der Spielzeit 1973/74 wechselte Kotsch im Oktober 1973 zur BSG Energie Cottbus und kam für deren zweite Mannschaft in der Bezirksliga zum Einsatz. 1975 gelang ihm mit der Zweitvertretung der Aufstieg in die DDR-Liga.
In der DDR-Liga absolvierte Kotsch in der Saison 1975/76 18 Spiele und erzielte zwei Tore. Am Saisonende erreichte das Team jedoch nur den vorletzten Tabellenplatz in der Staffel D und stieg somit sofort wieder ab. Horst Kotsch wechselte danach zur BSG Aktivist Brieske-Senftenberg, wo er für acht Jahre aktiv war. Ab 1981 war er dort auch als Jugendtrainer tätig. 1984 wechselte Kotsch nach 167 Punktspielen für die Senftenberger, in denen er 19 Tore erzielte, zur BSG Aktivist Schipkau, wo er von 1985 bis 1987 auch Trainer war. 1990 beendete Horst Kotsch seine Spielerkarriere.
In den folgenden Jahren war Kotsch Trainer verschiedener Teams der BSG Aktivist Brieske-Senftenberg und dessen Nachfolgevereins FSV Glückauf Brieske-Senftenberg, bis er 1993 Trainer des VfB Senftenberg 1910 wurde. 1997 stieg er mit dem VfB in die Landesklasse auf. In der folgenden Zeit trainierte er weitere Amateurvereine aus Senftenberg und verhalf einigen zum Aufstieg oder Klassenerhalt. Seit 2002 war Horst Kotsch auch als Stützpunkttrainer auf dem DFB-Stützpunkt in Senftenberg tätig. Hauptberuflich arbeitete er als Hauswart bei der Kommunalen Wohnungsgesellschaft Senftenberg. Bis zuletzt war er als Talent-Scout für den DFB tätig.

## Erfolge
- 1975: Aufstieg in die DDR-Liga mit der BSG Energie Cottbus II